# William Collings Lukis
William Collings Lukis, né le 8 avril 1817 à Guernesey et mort le 7 décembre 1892 à Wath (Angleterre), est un archéologue, antiquaire et polymathe britannique, membre de la Society of Antiquaries of London.

## Biographie
William Collings Lukis est le troisième fils de Frederick Lukis (en), colonel de la milice de Guernesey et lui-même archéologue, naturaliste et antiquaire. Il fait ses études au Trinity College de Cambridge.
Il épouse Lucy Adelaide, fille de l'amiral Thomas Fellowes (en).
William Lukis doit sa renommée en Angleterre pour ses travaux portant sur les cloches d'églises publiés en 1857. Il est en effet le premier à éditer un ouvrage sur ce sujet, centré sur le Wiltshire. Il est membre fondateur du Wiltshire Archaeological and Natural History Society (en) et un expert reconnu du dessin en perspective. Ses études de St Laurence's Church (en) à Bradford-on-Avon, où il est prêtre de 1841 à 1846, constituent l'essentiel des illustrations de l'article de William Henry Jones (en) pour son ouvrage sur l'église de Bradford-on-Avon.
Lukis se fait également connaître pour ses travaux sur les mégalithes de Grande-Bretagne et de France. Aux côtés de son ami Henry Dryden, il fouille les monuments mégalithiques bretons, en particulier à Carnac (Klud er Yer, Kergrim, Kerlagat, Keriaval, Keric la lande, Kergo, Mané Kerioned, Kerlescan...), à Plouharnel (Mané Remor, Kergazec), Erdeven (Keredo), la Trinité-sur-Mer (Kermarquer), Mendon, Belz et à Saint-Lyphard. Malheureusement, peu de ces travaux feront l'objet de publications hormis quelques plans et les objets issus de ses découvertes rejoignent les collections du British Museum.
Il est ordonné prêtre à Salisbury, et après quelque temps dans le Wiltshire, il s'installe à Wath, dans le district d'Harrogate (Yorkshire), où il entreprend de nouvelles fouilles. Il publie en 1845 un traité décrivant une assiette religieuse antique et devient un contributeur régulier des publications du British Archaeological Association et d'autres sociétés savantes.
Sa collection d'antiquités est rachetée par le British Museum après sa mort.

## Publications
- (en) Prehistoric Stone Monuments of the British Isles: Cornwall, contenant 40 lithographies en couleur. Society of Antiquaries, 1885.
- (en) An Account of Church Bells: With Some Notices of Wiltshire Bells and Bell Founders. Containing a copious List of Founders, a comparative scale of tenor bells, and inscriptions from nearly five hundred parishes in various parts of the Kingdom, 1857.
- (en) A Guide to the Principal Chambered Barrows and other Pre-historic Monuments in the Islands of the Morbihan, the communes of Locmariaker, Carnac, Plouharnel and Erdeven, and the peninsulas of Quiberon and Rhuis, Brittany, 1875.
- (en) On the class of rude stone monuments which are commonly called in England cromlechs, and in France dolmens, and are here shown to have been the sepulchral chambers of once-existing mounds. Prevailing errors on the subject refuted by a critical examination of the monuments referred to by the maintainers of these errors, 1875.
- (en) Danish Cromlechs and Burial Customs compared with those of Brittany, the Channel Islands, and Great Britain. Wiltshire Archaeological and Natural History Magazine, 1864.
- (en) A Pocket guide to the principal rude Stone monuments of Brittany, 1875.
- (en) Specimens of Ancient Church Plate., 1845.